# Ахмед, Мохамед Джамиль
Мохамед Джамиль Ахмед (мальд. މުޙައްމަދު ޖަމީލް އަޙުމަދު) — мальдивский политик, вице-президент Мальдив с 17 ноября 2013 по 22 июля 2015 года.

## Биография
Мохамед Джамиль родился в Фувамуле, в южной части Мальдивских островов. Обучался юриспруденции в университетах Пакистана, Малайзии и Великобритании. В Лондонском университете он получил докторскую степень в области уголовного права. С июля 2005 по август 2007 года был министром юстиции Мальдив, с ноября 2008 по май 2009 года занимал пост министра гражданской авиации и коммуникаций, с февраля 2012 по май 2013 года был министром внутренних дел.
Джамиль женат, имеет троих детей.